# 赛利塞斯
赛利塞斯，是西班牙卡斯蒂利亚-拉曼恰昆卡省的一个市镇。总面积81平方公里，总人口663人（2001年），人口密度8人/平方公里。